# Liste von Persönlichkeiten der Stadt Bad Mergentheim
Diese Liste von Persönlichkeiten der Stadt Bad Mergentheim zeigt die Bürgermeister, Ehrenbürger, Söhne und Töchter der Stadt Bad Mergentheim. Diese besteht aus der Kernstadt Bad Mergentheim und 13 weiteren Stadtteilen sowie die den Stadtteilen zugehörigen Ortsteilen, die seit der Gemeindereform der 1970er Jahre zu Bad Mergentheim gehören (Bad Mergentheim-Stadt mit Bad Mergentheim, Althausen, Apfelbach mit Apfelbach und dem Gehöft Staatsdomäne Apfelhof, Dainbach, Edelfingen, Hachtel, Herbsthausen, Löffelstelzen, Markelsheim, Neunkirchen, Rengershausen, Rot mit den Ortsteilen Dörtel und Schönbühl, Stuppach mit den Ortsteilen Lillstadt und Lustbronn, sowie Wachbach). Die Liste erhebt keinen Anspruch auf Vollständigkeit.

## Ehrenbürger
Folgenden Personen, die sich in besonderer Weise um das Wohl oder das Ansehen der Kommune verdient gemacht haben, verlieh die Stadt Bad Mergentheim das Ehrenbürgerrecht:
- 1817: Karl Adam Taglieber
- 1817: Leopold August Christian Friedrich von Fischer
- 1831: Friedrich Paul Wilhelm Herzog von Württemberg, Naturwissenschaftler und Entdecker
- 1831: Christian Friedrich Bauer
- 1880: Hermann Karl Friedrich Freiherr von Mittnacht
- 1881: Karl Eduard Albert Wüst
- 1901: Konrad Merz
- 1912: Johann Michael Zeller
- 1921: Karl Ludwig Albert Schwarz
- 1928: Karl Theodor Klotzbücher
- 1932: Georg Karl Fleck
- 1951: Oskar Hugo Holl
- 1956: E.H. Hermann Reusch
- 1957: Karl Stützle
- 1959: Wilhelm Frank
- 1960: Konrad Hofmann
- 1968: Josef Michel
- 1974: Heinrich Eckert
- 1980: Robert Gleichauf, Stellvertreter des Ministerpräsidenten von Baden-Württemberg
- 2006: Albert Reuter, Stadtrat und Landtagsabgeordneter a. D.

## Söhne und Töchter der Stadt
Folgende Personen wurden in Bad Mergentheim (bzw. in einer Ortschaft oder einem Stadtteil des heutigen Stadtgebiets von Bad Mergentheim) geboren:

### 15. Jahrhundert
- Lorenz Fries (* 24. Juni 1489/1491; † 5. Dezember 1550), Geschichtsschreiber Ostfrankens und des Bauernkrieges.

### 16. Jahrhundert
- Johann Böhm (* 1528; † 1560), Deutschordenspriester und Schriftsteller.
- Ernestus Hettenbach (* 2. Februar 1552; † 2. Oktober 1616 in Wittenberg), Physiker und Mediziner.
- Paul Honegger (auch Paul Honecker); * um 1590; † 20. Mai 1649 in Innsbruck, Hofmaler.

### 17. Jahrhundert
- Magdalena Nachtrab († 22. September 1629), Frau des Bürgermeisters und Apothekers Paul Nachtrab, in einem Hexenprozess hingerichtet.
- Caspar Gras (* 1585; † 3. Dezember 1674 in Schwaz), Bildhauer und Bronzegießer
- Matthäus Zehender (* 12. Dezember 1641; † 1697 in Bregenz), Maler

### 18. Jahrhundert
- Johann Adam Ehrlich (* 24. November 1703; † 8. März 1784), Orgelbauer und Instrumentenmacher
- Thomas Grebner (* 1. Juli 1718; † 19. Mai 1787 in Würzburg), Jesuit, Philosoph und Historiker
- Johann Friedrich Mayer (* 21. September 1719 in Herbsthausen; † 17. März 1798 in Kupferzell), Pfarrer und Landwirtschaftsreformator („Gipsapostel“)
- Johann Heinrich Roth (* 31. März 1729; † 19. Oktober 1780 in Bonn), Baumeister
- Paul Wineberger (* 7. Oktober 1758; † 8. Februar 1821 in Hamburg), Komponist, Cellist
- Caspar Schwarz (* 11. Januar 1789 in Markelsheim; † 26. Juni 1828 in Crailsheim) württembergischer Oberamtmann
- Ludwig Oettinger (* 7. Mai 1797 in Edelfingen; † 10. Oktober 1869 in Freiburg im Breisgau), Mathematiker, Hochschullehrer

### 19. Jahrhundert
- Friedrich Nagel (* 24. Juli 1810; † 26. November 1884 in Rottweil), Landtagsabgeordneter
- Carl Ludwig Wirth (* 18. März 1813; † 13. April 1877 in Darmstadt), Richter, Politiker, Abgeordneter der 2. Kammer der Landstände des Großherzogtums Hessen
- Hermann Bauer (* 19. September 1814; † 18. Mai 1872 in Weinsberg), protestantischer Pfarrer und einer der bedeutendsten württembergischen Heimatforscher im 19. Jahrhundert
- Georg Pfahler (* 2. März 1817; † 9. März 1889), katholischer Priester und demokratischer Politiker, Mitglied in der Deutschen Nationalversammlung ab 18. Mai 1848 in der Paulskirche zu Frankfurt
- Georg Michael Pachtler (* 14. September 1825; † 12. August 1889), Jesuit, Theologe, Priester und Pädagoge
- Albert Dege (* 19. September 1831; † im 19. oder 20. Jahrhundert), Apotheker und Politiker
- Albert Wüst (* 23. November 1840; † 25. Februar 1901 in Halle/Saale), Ingenieur und Hochschullehrer für landwirtschaftliche Maschinenkunde
- Max Haas (* 1847; † 2. Juni 1927 in Innsbruck), Architekt des Späthistorismus
- Fritz von Keller (* 9. September 1850; † 19. Dezember 1923 in Stuttgart), Reichstagsabgeordneter, Präsident Württembergische Forstdirektion
- Ottmar Mergenthaler (* 11. Mai 1854 im Stadtteil Hachtel; † 28. Oktober 1899 in Baltimore), Erfinder der Linotype-Setzmaschine
- Gustav Adolf Dehlinger (* 15. Juni 1860, † 19. November 1940 in Wolfskehlen), hessischer Politiker (HBB, DVP), Landtagsabgeordneter
- Josef Eckard (* 20. Januar 1865 in Markelsheim; † 2. Dezember 1906 in Stuttgart), Politiker, Sozialreformer und römisch-katholischer Geistlicher
- Emil Hirsch (* 14. März 1866, † 27. Juli 1954 in New York City), Antiquar
- Otto Gussmann (* 22. Mai 1869 im heutigen Stadtteil Wachbach; † 27. Juli 1926 in Dresden), Maler
- Petrus Röser (* 21. November 1870, † 6. August 1955 in Sao Paulo/Brasilien), Benediktinermönch in Beuron, Abt von Olinda/Brasilien
- Hans Heinrich Ehrler (* 7. Juli 1872; † 14. Juni 1951 in Liebenau, heute Stadtteil von Waldenbuch), Schriftsteller, Lyriker und Redakteur
- Hugo Schäffer (* 13. Juni 1875 im Stadtteil Edelfingen; † 25. August 1945 in Stuttgart), Jurist und Politiker, Präsident der Reichsversicherungsamtes, Reichsminister
- Karl Lüllig (* 24. Februar 1877; † 30. Januar 1946), von 1923 bis 1934 Oberbürgermeister von Schwäbisch Gmünd.
- Christian Deubler (* 6. Dezember 1880; † unbekannt), Kunstturner
- Bernhard Durst (* 8. November 1882; † 27. April 1966 in Neresheim), Benediktinermönch in Beuron, Abt des Klosters Neresheim, Abtpräses der Beuroner Kongregation
- Ludwig Ellinger (* 25. Februar 1883; † 10. Februar 1954), Jurist, Leiter des Landesfinanzamtes von Württemberg und Dozent
- Willibald Spang (* 25. März 1886; † 28. September 1978 in Hamburg), Offizier der Luftwaffe der Wehrmacht im Zweiten Weltkrieg
- Konrad Hofmann (* 27. Oktober 1890 in Markelsheim; † 17. Juli 1987 in Freiburg im Breisgau), römisch-katholischer Theologe und Lexikograf
- Felix Fechenbach (* 28. Januar 1894; † 7. August 1933 im Kleinenberger Wald zwischen Detmold und Warburg), politischer Journalist und Dichter.
- Hermann Fechenbach (* 11. Januar 1897; † 6. Dezember 1986 in Denham), deutsch-jüdischer Grafiker.

### 20. Jahrhundert
- Robert Friedrich (* 29. November 1901 in Wachbach; † 23. Mai 1986), Politiker und Mitglied der NSDAP. Kurz vor Beginn des Zweiten Weltkriegs kommissarisch als Oberbürgermeister der Stadt Wuppertal eingesetzt
- Dieter Ströbel (* 27. April 1923 im Stadtteil Neunkirchen; † 5. November 2009), Industriearchitekt, leitender Architekt der Firma Osram
- Albert Reuter (* 21. April 1926 in Dainbach; † 16. Oktober 2012), Politiker (CDU), Mitglied des Landtags von Baden-Württemberg
- Jörg Sambeth (* 1932), Chemiker (Sevesounglück)
- Rolf Halama (* 11. September 1935 geboren im Stadtteil Edelfingen), Brigadegeneral des Heeres der Bundeswehr
- Kuno Ulshöfer (* 30. November 1935), Historiker und Archivar
- Carlheinz Gräter (* 4. August 1937), Schriftsteller
- Helmut Marquardt (* 20. Dezember 1937 im Stadtteil Wachbach), Rechtswissenschaftler
- Hermann Schäffer (* 1940), Kirchenmusiker, Rektor der Hochschule für Kirchenmusik Heidelberg
- Holmrike Oesterhelt-Leiser (* 14. Februar 1943), Rhythmikerin und Hochschullehrerin
- Gudrun Mebs (* 8. Januar 1944), Schriftstellerin, Kinder- und Jugendbuchautorin
- Barbara Stamm (* 29. Oktober 1944; † 5. Oktober 2022), Politikerin (CSU), Präsidentin des Bayerischen Landtags
- Ulrich Zeh (* 13. Januar 1946; † 23. Januar 2022), Maler und Grafiker
- Ernst-Heinrich Lutz (* 4. Mai 1946), Generalmajor der Bundeswehr
- Brigitte Wimmer (* 22. Mai 1946), Politikerin (SPD)
- Schmitto Kling (* 15. August 1946; † 23. Dezember 2018), Jazz-Violinist
- Hartmut Schmidt (* 21. September 1946), Komponist und Bratschist
- Joachim Betz (* 4. Februar 1948), Mikrobiologe und Manager
- Rudolf A. Mark (* 1951), Historiker und Hochschullehrer
- Hans-Jürgen Zahorka (* 14. Januar 1952) Politiker, Rechtsanwalt und Politikberater
- Sylvia Wanke (* 10. September 1952), Bildhauerin und Szenografin
- Frieder Berlin (* 9. Dezember 1954), Jazzmusiker und Musikredakteur
- Fritz Kuhn (* 29. Juni 1955),  Oberbürgermeister der Stadt Stuttgart, Bundestagsabgeordneter und Bundesvorsitzender der Grünen
- Wolfgang Reinhart (* 3. Mai 1956), Politiker der CDU, Vorsitzender der CDU-Landtagsfraktion
- Waltraud Ulshöfer (* 20. September 1956), Politikerin Bündnis 90/Die Grünen.
- Arnd Brummer (* 5. Juni 1957), Journalist und Autor
- Ralph Weber (* 9. Oktober 1960), Rechtswissenschaftler und Politiker
- Otto Johannes Geisel (* 27. Dezember 1960), Koch und Unternehmensberater
- Ulrich Hefner (* 1961), Polizeibeamter, Journalist und Krimiautor
- Jürgen Wolf (* 20. Juli 1961), Organist und Dirigent
- Peter Kuhn (* 22. November 1962), Karnevalist
- Jürgen Koch (* 1963), Koch, mit einem Stern im Guide Michelin ausgezeichnet
- Ullrich Rainer Otte (* 1963), Mund-, Kiefer- und Gesichtschirurg
- Burkhard Bamberger (* 20. Dezember 1964), Manager, Loewe AG und Douglas Holding AG
- Johannes Jungbauer (* 1964), Psychologe
- Barbara Zechmeister (* 1964 im Stadtteil Hachtel), Kammersängerin
- Lothar Deeg (* 26. November 1965), in Russland lebender Journalist und Autor
- Markus Kebschull (* 7. Juli 1969), Koch, mit zwei Sternen im Guide Michelin ausgezeichnet
- Holger Schmidhuber (* 1970), bildender Künstler
- Ulrich Rüdenauer (* 10. September 1971), Journalist, Herausgeber und Kritiker
- Nina Warken (* 15. Mai 1979), Politikerin der CDU, MdB
- Felix Seibert-Daiker (* 4. Dezember 1982), Journalist und Fernsehmoderator
- Christian Ritter (* 1983), Slam-Poet, Veranstalter und Moderator
- Adrian Meule (* 30. November 1983), Psychologe
- Michael Muck (* 18. April 1984), Radrennfahrer
- Martin Lanig (* 11. Juli 1984), Fußballspieler
- Christina Kehl (* 1984), Unternehmerin
- Carolin Golubytskyi (* 19. Dezember 1985), Florettfechterin
- Sebastian Bachmann (* 24. November 1986), Florettfechter
- Theresa Betz (* 1988), Fußballspielerin
- Christopher Bieber (* 3. Juli 1989), Fußballspieler
- Atilla Yıldırım (* 22. November 1990), niederländisch-türkischer Fußballspieler
- Florian Ruck (* 6. Februar 1992), Fußballspieler
- Marcel Brunner (* 1992), Opernsänger
- Maximilian Ugrai (* 28. Juli 1995), Basketballspieler
- Luca Pfeiffer (* 20. August 1996), Fußballspieler
- Lisa Karl (* 15. Januar 1997), Fußballspielerin

## Sonstige mit Bad Mergentheim in Verbindung stehende Personen

### 13./14. Jahrhundert
- Gottfried von Hohenlohe (* 1265; † 5. November 1309 in Bad Mergentheim) war der 14. Hochmeister des Deutschen Ordens

### 14./15. Jahrhundert
- Seligmann (Selkman) von Mergentheim, um 1407 jüdischer Leibarzt von Johann I. von Egloffstein.[1]

### 18. Jahrhundert
- Der Bildhauer Johann Georg Paulus (* 1678; † um 1732) aus Ellwangen schuf viele Kirchenausstattungen in Mergentheim. Er lebte seit 1709 in der Stadt und erhielt noch im gleichen Jahr das Bürgerrecht.
- Der Komponist Ludwig van Beethoven (* 1770; † 1827) wirkte 1791 als Bratschist in der Hofkapelle des Hoch- und Deutschmeisters Maximilian Franz von Österreich in Bad Mergentheim. Eine Gedenktafel am Wohnhaus Deutschordenplatz 1 erinnert heute noch daran.
- Der Forstwissenschaftler Friedrich Karl Hartig (* 1768; † 1835) war ab 1792 fürstlicher Forstmeister in Mergentheim, vermaß die Forsten und wurde 1809 von der neuen Herrschaft der Württemberger des Landes verwiesen

### 19. Jahrhundert
- Der Orgelbauer Johann Nepomuk Kloebinger (Lebensdaten unbekannt) war mit seiner Werkstatt ab 1830 in Mergentheim und von 1841 bis 1871 in Edelfingen ansässig.
- Der Dichter Eduard Mörike (* 1804; † 1875) lebte von 1844 bis 1851 in Bad Mergentheim. Seine jüngere Tochter Marie (1857–1876) ist hier begraben.
- Oberamtmänner des Oberamts Mergentheim (1809 bis 1938).
- Maximilian Delphinius Berlitz (* 1852; † 1921). Der Gründer der Berlitz Sprachschulen machte etwa 1870 mit einem Stipendium seine Ausbildung beim „Uhrmacher Steinleitner“ in Bad Mergentheim.[2]

### 20. Jahrhundert
- Franz Xaver Josef Conrad von Hötzendorf (* 11. November 1852 in Penzing bei Wien) starb am 25. August 1925 in Mergentheim. Er war bei Ausbruch des Ersten Weltkriegs 1914 Chef des Generalstabes für die gesamte bewaffnete Macht Österreich-Ungarns, ab 1916 Feldmarschall.
- Roman Herzog starb am 10. Januar 2017 in einem Sanatorium in Bad Mergentheim, Er war von 1983 bis 1994 Richter des Bundesverfassungsgerichts, ab 1987 als dessen Präsident. Danach war er von 1994 bis 1999 der siebte Bundespräsident der Bundesrepublik Deutschland.
- Der Dichter Willi Habermann (* 1922; † 2001), lange Jahre Lehrer am Deutschorden-Gymnasium Bad Mergentheim, lebte bis zu seinem Tode in Bad Mergentheim. Geboren in Neu-Ulm, schrieb er in schwäbischer Mundart.
- Während der NS-Zeit ermordete Einwohner (1933–1945): Die während der Zeit des Nationalsozialismus von 1933 bis 1945 ermordeten Einwohner von Bad Mergentheim werden in den Artikeln der jüdischen Gemeinden Edelfingen, Markelsheim, Mergentheim, Neunkirchen und Wachbach erwähnt.
- Lothar Späth, der spätere Ministerpräsident des Landes Baden-Württemberg, verbrachte einen Teil seiner Ausbildungszeit Ende der 1950er Jahre am Landratsamt von Bad Mergentheim.
- Landräte des Landkreises Mergentheim (1934 bis 1972).